# Revista Cuadernícolas
Cuadernícolas es el nombre que se atribuyó en 1949 a un grupo de poetas colombianos por la Revista Semana. Varios de ellos participaron en Cuadernos de Cántico, publicación creada por Jaime Ibáñez en 1944. En esta generación se destacan los poetas Fernando Charry Lara, Álvaro Mutis, Jorge Gaitán Durán, Rogelio Echavarría, Guillermo Payán Archer, Jaime Ibáñez y Maruja Vieira. Gaitán Durán acogió el nombre de Cuadernícolas en la Antología de la Poesía Colombiana que publicó en 1949. Seis años más tarde fundó la revista Mito, a la cual invitó a colaborar a quienes después llamaría "grupo de Mito". 

Según Eduardo Carranza, estos escritores se caracterizaban por su seriedad mental, por su estudioso rigor y su dignidad literaria, alejándose de la inmediatez de la inspiración en la composición de la poesía.
El nombre de "Cuadernícolas" viene de su metodología para publicar. Primero escribían sus poesías en cuadernos, antes de ser publicados como libros. Entre las figuras literarias que interactuaban con el grupo se encuentra Emilia Ayarza de Herrera.